# Descomyces albus
Descomyces albus är en svampart som först beskrevs av Miles Joseph Berkeley, och fick sitt nu gällande namn av Bougher & Castellano 1993. Enligt Catalogue of Life ingår Descomyces albus i släktet Descomyces,  och familjen spindlingar, men enligt Dyntaxa är tillhörigheten istället släktet Descomyces,  och familjen Bolbitiaceae. Arten är reproducerande i Sverige. Inga underarter finns listade i Catalogue of Life.